# Muertos antes del amanecer
Dead Before Dawn 3D (Muertos antes del amanecer en español) es una película canadiense de terror, comedia y aventuras estrenada el 11 de octubre de 2012, dirigida por April Mullen y protagonizada por Devon Bostick, Martha MacIsaac, Christopher Lloyd, April Mullen, Brandon Jay McLaren, Tim Doiron, Brittany Allen y Kyle Schmid. La película introduce a los "zemonios", una combinación de zombi y demonio. Es la primera película estereoscópica en 3D de acción real de Canadá, y Mullen es la primera mujer en dirigir una película de acción en vivo totalmente estereoscópica en 3D.

## Argumento
Casper Galloway (Devon Bostick), un muchacho demasiado cauteloso, se asusta de cualquier cosa peligrosa desde el día en que su padre murió en un accidente en el Granero Oculto, la tienda de su abuelo Horus (Christopher Lloyd). Luego de tener una pesadilla sobre la muerte de su padre, Casper recibe una llamada de su abuelo que le dice que acaba de ganar un trofeo de parte de una sociedad ocultista y necesita que Casper le cuide la tienda mientras él se va a recoger el trofeo. Horus le advierte a Casper que no deje que nadie se acerque a una urna cubierta con un cráneo, guardada en un estante. Horus le cuenta la historia de cómo su padre, Gilbert Galloway, encarceló a un espíritu malévolo dentro de la urna y maldecirá a la persona que lo deje salir.
Las compañeras de clase de Casper, Charlotte (Martha MacIsaac), de quien él está enamorado, y Lucy (Brittany Allen) visitan el Granero Oculto para que Charlotte pueda pagarle un libro al abuelo de Casper, debido a que ella siempre visita la tienda. Casper trata de impresionarla dándole el libro gratis por ser "una cliente leal de la tienda". Sin embargo, más de los amigos de Casper, entre ellos, su mejor amiga, Becky (April Mullen), sus amigos Dazzle (Brandon Jay McLaren), Seth (Tim Doiron), y Patrick (Kyle Schmid), el novio de Charlotte, llegan y empeoran la situación. Para impresionar a sus amigos, Casper agarra la urna para mostrársela a Charlotte, pero accidentalmente se le resbala de las manos y se rompe en el suelo. Casper intenta advertirles del peligro que acaban de liberar, pero los demás se ríen de él, pensando que es paranoico. Escépticos ante la situación, sus amigos inventan una maldición propia: cualquier persona que haga contacto visual con ellos después de las 10 p. m. (ya que la medianoche es cliché) se suicidara y volverá como un "zemonio",  un zombi poseído por el malvado espíritu demoníaco de la urna. Los zemonios propagaran la infección a través de chupetones en lugar de mordidas, y los infectados se suicidan, también convirtiéndose en zemonios. Como regla adicional, si alguien le da a un zemonio un beso francés, el zemonio se convertirá en su esclavo. Al grupo se le da hasta el amanecer para deshacer la maldición, o de lo contrario estarán malditos por toda la eternidad. Sin embargo, se olvidan de encontrar una manera más fácil de romper la maldición.
Casper pasa toda la noche preparándose para la maldición, pero su madre cree que está drogado. Una vez que son las 10 p. m., Casper se da cuenta de que la maldición es falsa, hace contacto visual con su madre y le explica que algo sucedió en el Granero Oculto, terminando con sus preocupaciones. En un partido de fútbol, Charlotte, Dazzle, Patrick y Lucy hacen contacto visual con varios de los presentes, causando que los jugadores, animadoras y el público comiencen a suicidarse. Todos se dan cuenta de que la maldición que ellos inventaron se ha vuelto realidad. Casper encuentra a su madre muerta en la bañera al descubrir que ella dejó caer una tostadora al agua, y él huye cuando su madre vuelve como zemonio. Por suerte, ella es atropellada por un auto, pero Casper hace contacto visual con uno de los pasajeros causando que se dispare con una escopeta. Casper vuelve a huir y se encuentra con Becky, quien le dice que su novio volvió como zemonio, tras hacer contacto visual y suicidándose. Becky dice que cree que la maldición se está haciendo realidad y que Casper tenía razón. Los dos se acuerdan del partido de fútbol y corren a su rescate. Una vez que llegan, Casper y Becky observan el campo cubierto con los cuerpos de todos los asistentes y a Charlotte, Dazzle, Patrick y Lucy como los únicos de pie. Los zemonios despiertan poco después y persiguen al grupo. El grupo rastrea a Seth para advertirle sobre la maldición. Seth, que había ignorado la maldición, le revela a los demás que había hecho contacto visual con todos los que conoció esa noche, acelerando así las cosas. Los zemonios logran alcanzar al grupo y tratan de atacarlos en la casa de Seth, pero Casper y sus amigos escapan en la autocaravana de Seth. 
Todo el mundo planea volver al Granero Oculto para buscar una solución en los libros y romper la maldición. Horus regresa, horrorizado al enterarse de la idiotez que ocurrió en su ausencia. Antes de que él pueda explicar cómo deshacer la maldición, Casper accidentalmente hace contacto visual con él, haciendo que su abuelo se suicide atascando su trofeo en su propio cráneo. Sin embargo, antes de morir, él le dice a Casper y a los demás que tienen que cavar. Tras encontrar un libro con la solución para la maldición zemonio, deciden ir a encontrar los elementos necesarios para encerrar al espíritu nuevamente: las cenizas de la urna anterior (que Casper había almacenado en su mochila), un cráneo humano (que según Dazzle, está en el aula de antropología de la escuela), un corazón de sapo y la urna. En camino a la escuela para buscar el cráneo y el corazón de sapo, Patrick decide abandonar al grupo tras descubrir que Charlotte siente algo por Casper. Luego de abandonar la autocaravana, Patrick es atacado y asesinado por los zemonios. Al llegar a la escuela, el grupo se separa para buscar los elementos faltantes. Dazzle se separa del grupo para buscar el cráneo mientras Seth y Lucy buscan el corazón de sapo.
Seth y Lucy disecan un sapo para extraer su corazón, pero uno de los zemonios los ataca. Lucy se acuerda de la regla del beso francés y la practica con el zemonio, volviéndolo su esclavo. Sin embargo, Seth mata al zemonio tras expresarle sus verdaderos sentimientos a Lucy. El grupo se vuelve a reunir pero descubren que Dazzle todavía no ha vuelto. Dazzle regresa con un gran grupo de zemonios detrás, pero todos logran escapar en la autocaravana. Afortunadamente, Dazzle trae consigo el cráneo; sin embargo, también revela que un zemonio lo infectó tras darle un chupetón y ahora él tiene pensamientos suicidas. En el camino, Casper se da cuenta de que su abuelo se refería a cavar la tumba de su padre, Gilbert Galloway, debido a que el último elemento que falta es el reloj de bolsillo perteneciente a la persona que encarceló al espíritu (y que trae puesta consigo en su tumba).
El grupo se dirige al cementerio para desenterrar al bisabuelo de Casper y encuentran el reloj de bolsillo. Lamentablemente, Dazzle sucumbe a la infección zemonio y destroza la urna en la cabeza de Lucy. El grupo deja inconsciente a Dazzle para evitar que se suicide mientras buscan una solución. Afortunadamente, Seth trae consigo una urna con forma de hot-dog que el grupo utiliza para deshacer la maldición. Sin embargo, unas palabras finales en el libro indican que uno de los malditos debe suicidarse. Lucy es transformada en zemonio por el novio de Becky que se encuentra en el cementerio buscando a Becky. Seth le da un beso francés a Lucy haciendo que ella se vuelva su esclava. Dazzle despierta y se suicida tras recibir varias picaduras de abejas, a las cuales él es alérgico. Casper decide suicidarse debido a que todo fue gracias a él, pero antes de que lo haga, Dazzle regresa como zemonio y lo ataca. Patrick también aparece convertido en zemonio y asesina a Seth y Lucy. Becky muere cuando accidentalmente se clava una flecha en el corazón. Un gran grupo de zemonios se dirige al cementerio y tras asesinar a Dazzle y Patrick, Casper se despide de Charlotte y activa una granada, sacrificándose para deshacer la maldición. Pero en su lugar, el tiempo se rebobina al momento justo antes de que la urna se rompiera; todos conservan la memoria de lo que sucedió, asegurando que no causen otra maldición.
El grupo se gradúa, Casper y Charlotte inician una relación luego de que ella termina con Patrick (quien luego seduce a otras chicas), Seth y Lucy se vuelven novios mientras que Becky regresa con su novio y Dazzle se vuelve capitán del equipo de fútbol. Finalmente, Casper y Charlotte visitan a Horus y le dicen que desean convertirse en empleados del Granero Oculto, Con gran alegría, Horus decide tomar sus primeras vacaciones; su traje sugiere que él va a Hawái. Después de que él se va, la pareja se queda en el Granero Oculto y accidentalmente rompen la urna. Horrorizados, ambos dicen: "Estamos muertos".

## Reparto
- Devon Bostick como Casper Galloway.
- Christopher Lloyd como Horus Galloway.
- Martha MacIsaac como Charlotte Baker.
- April Mullen como Becky Fords.
- Brandon Jay McLaren como Ricky "Dazzle" Darlington.
- Tim Doiron como Seth Munday.
- Brittany Allen como Lucy Winthrop.
- Kyle Schmid como Patrick Bishop.
- Kevin McDonald como Profesor Reginald Duffy.
- Ellen Dubin como Beverly Galloway.
- Rossif Sutherland como Burt Rumsfeld.
- Dru Viergever como Josh.
- Max Topplin como Dave.
- Boyd Banks como el empleado de la gasolinera.

## Producción
La película fue totalmente estereoscópica y filmada en 3D en 20 días en y alrededor de la región de las Cataratas del Niágara de Canadá en 2011. Por sus prácticas respetuosas con el medio ambiente, la película fue galardonada con el Green Screen Award de Planet in Focus . April Mullen utilizó un nuevo enfoque inmersivo para el 3D encontrado en la película. WANGO Films se centró en el 3D en gran medida a lo largo de la concepción de la idea; escribir el guion, elegir las ubicaciones, decidir el bloqueo, el diseño de las tomas y maquillaje, todo con el 3D en mente. La película se rodó en dos cámaras Red One.[cita requerida]

## Lanzamiento
La película se ha vendido internacionalmente y Gaiam Vivendi recogió todos los derechos en los Estados Unidos. La película se estrenó en Norteamérica en Festival de Cine Tiff Next Wave. Fue lanzado en cines canadienses y en vídeo a pedido el 2 de agosto de 2013, y fue puesto en libertad teatral en América el 6 de septiembre de 2013. Fue lanzado a vídeo casero el 1 de octubre de 2013.

## Recepción
Lauren Taylor de Bloody Disgusting calificó la película con un 1.5/5 estrellas y escribió que la película tiene "momentos de hilaridad" pero es "más concepto que sustancia". Anthony Arrigo de Dread Central la calificó con 2/5 estrellas y escribió, "Dead Before Dawn hace un esfuerzo encomiable para introducir algo nuevo en el mundo de los zombies, pero esos nuevos conceptos pierden rápidamente su brillo bajo el peso de un guión absurdo y de personajes trillados que tendrán poco valor para el público". Gary Goldstein, de Los Angeles Times la llamó una "comedia de terror de grado Z" que "hace que las parodias de Scary Movie parezcan positivamente inteligentes". HorrorNews.net la llamó "una nueva perspectiva sobre un tema de terror popular". Frank Scheck de The Hollywood Reporter declaró que "los gags amplios y sofocantes generan pocas o ninguna risa real".

### Premios
La película ganó el Perron Crystal Award, mientras que en Bélgica por la Mejor Película en Vivo de Acción 3D. El premio fue otorgado por el Stereo Media Film Festival en colaboración con la International 3D Society.